# Anna Margrethe Ikast
Anna Margrethe Ikast (født 1944) var medlem af Sønderjyllands Amtsråd (siden 1993) for Det Konservative Folkeparti. 
Hun er gift med tidligere minister Kaj Ikast og sammen har de sønnerne Jens og Kristian.